# Tonkinacris ruficerus
Tonkinacris ruficerus är en insektsart som beskrevs av Ito, G. 1999. Tonkinacris ruficerus ingår i släktet Tonkinacris och familjen gräshoppor. Inga underarter finns listade i Catalogue of Life.